# Cillero (Barreiros)
Cillero (llamada oficialmente Santa Cristina de Celeiro de Mariñaos) es una parroquia española del municipio de Barreiros, en la provincia de Lugo, Galicia.

## Organización territorial
La parroquia está formada por cinco entidades de población:
- Saíñas (As Saíñas)
- Barral (O Barral)
- Carballo Blanco (O Carballo Branco)
- Rexa
- Xunto a la Iglesia (Xunto á Igrexa)

## Demografía
| Gráfica de evolución demográfica de Cillero entre 2000 y 2019 |
|                                                               |
| Datos según el nomenclátor publicado por el INE.              |